# 麻什
麻什，也被称作麻食，麻什子，在元代时称作秃秃麻失，是中国西北地区地區常見的面食。
形状如大拇指指甲盖大小的面疙瘩，中间略薄，边缘翘起。
在关中地区往往是“一锅煮”，饭、菜、汤在同一鍋者成。
麻什的做法是将和好的面撮成细条后，用手揪成指甲盖大小的面疙瘩，放在案板上用大拇指搓成的。
撮好的麻什放入锅中煮，烩入事先炒好的菜，有切成麻什大小丁狀的土豆、豆角、豆腐、西红柿、青菜等。

## 相關
- 面片汤
- 德国面疙瘩